# Бишиці
Бишиці (пол. Byszyce) — село в Польщі, у гміні Величка Велицького повіту Малопольського воєводства.
Населення — 695 осіб (2011).

## Демографія
Демографічна структура станом на 31 березня 2011 року:
|          | Загалом | Допрацездатний вік | Працездатний вік | Постпрацездатний вік |
| -------- | ------- | ------------------ | ---------------- | -------------------- |
| Чоловіки | 333     | 76                 | 226              | 31                   |
| Жінки    | 362     | 92                 | 214              | 56                   |
| Разом    | 695     | 168                | 440              | 87                   |